# Norwegia na Mistrzostwach Świata w Narciarstwie Klasycznym 2015
Reprezentacja Norwegii na Mistrzostwach Świata w Narciarstwie Klasycznym 2015 – grupa zawodników i zawodniczek wybranych przez Norweski Związek Narciarski do reprezentowania Norwegii na Mistrzostwach Świata w Narciarstwie Klasycznym 2015 w szwedzkim Falun, w której znalazło się 39 zawodników – 24 mężczyzn i 15 kobiet. Uczestniczyli oni we wszystkich konkurencjach światowego czempionatu. Zwyciężyli w klasyfikacji medalowej z 20 medalami, w tym z jedenastoma złotymi. Indywidualnie najlepiej spisał się Petter Northug, który wywalczył 4 złote medale, w tym dwa w konkurencjach drużynowych.

## Zdobyte medale
| Medal  | Zawodnik                                                     | Dyscyplina          | Konkurencja                   | Data      |
| ------ | ------------------------------------------------------------ | ------------------- | ----------------------------- | --------- |
| Złoto  | Marit Bjørgen                                                | biegi narciarskie   | sprint                        | 19 lutego |
| Brąz   | Maiken Caspersen Falla                                       | biegi narciarskie   | sprint kobiet                 | 19 lutego |
| Złoto  | Petter Northug                                               | biegi narciarskie   | sprint mężczyzn               | 19 lutego |
| Brąz   | Ola Vigen Hattestad                                          | biegi narciarskie   | sprint mężczyzn               | 19 lutego |
| Złoto  | Therese Johaug                                               | biegi narciarskie   | bieg łączony kobiet           | 21 lutego |
| Srebro | Astrid Jacobsen                                              | biegi narciarskie   | bieg łączony kobiet           | 21 lutego |
| Złoto  | Rune Velta                                                   | skoki narciarskie   | konkurs indywidualny (HS 100) | 21 lutego |
| Złoto  | Ingvild Flugstad Østberg Maiken Caspersen Falla              | biegi narciarskie   | sprint drużynowy kobiet       | 22 lutego |
| Złoto  | Finn Hågen Krogh Petter Northug                              | biegi narciarskie   | sprint drużynowy mężczyzn     | 22 lutego |
| Srebro | Magnus Moan Håvard Klemetsen Mikko Kokslien Jørgen Gråbak    | kombinacja norweska | Gundersen HS100/10 km         | 22 lutego |
| Srebro | Line Jahr Anders Bardal Maren Lundby Rune Velta              | skoki narciarskie   | konkurs mieszany (HS 100)     | 22 lutego |
| Brąz   | Anders Gløersen                                              | biegi narciarskie   | bieg indywidualny mężczyzn    | 25 lutego |
| Złoto  | Heidi Weng Therese Johaug Astrid Jacobsen Marit Bjørgen      | biegi narciarskie   | sztafeta kobiet               | 26 lutego |
| Brąz   | Rune Velta                                                   | skoki narciarskie   | konkurs indywidualny (HS 134) | 26 lutego |
| Złoto  | Niklas Dyrhaug Didrik Tønseth Anders Gløersen Petter Northug | biegi narciarskie   | sztafeta mężczyzn             | 27 lutego |
| Złoto  | Therese Johaug                                               | biegi narciarskie   | bieg masowy kobiet            | 28 lutego |
| Srebro | Marit Bjørgen                                                | biegi narciarskie   | bieg masowy kobiet            | 28 lutego |
| Brąz   | Magnus Moan Håvard Klemetsen                                 | kombinacja norweska | sprint drużynowy              | 28 lutego |
| Złoto  | Anders Bardal Anders Jacobsen Anders Fannemel Rune Velta     | skoki narciarskie   | konkurs drużynowy (HS 134)    | 28 lutego |
| Złoto  | Petter Northug                                               | biegi narciarskie   | bieg masowy mężczyzn          | 1 marca   |

## Klasyfikacja dyscyplin
| Dyscyplina          | złoto | srebro | brąz | Suma |
| ------------------- | ----- | ------ | ---- | ---- |
| Biegi narciarskie   | 9     | 2      | 3    | 0    |
| Skoki narciarskie   | 2     | 1      | 1    | 0    |
| Kombinacja norweska | 0     | 1      | 1    | 0    |
| Suma                | 11    | 4      | 5    | 20   |

## Klasyfikacja zawodników
| #   | Zawodnik                 | Złoto | Srebro | Brąz | Razem |
| --- | ------------------------ | ----- | ------ | ---- | ----- |
| 1.  | Petter Northug           | 4     | 0      | 0    | 4     |
| 2.  | Therese Johaug           | 3     | 0      | 0    | 3     |
| 3.  | Rune Velta               | 2     | 1      | 1    | 4     |
| 4.  | Marit Bjørgen            | 2     | 1      | 0    | 3     |
| 5.  | Anders Bardal            | 1     | 1      | 0    | 2     |
|     | Astrid Jacobsen          | 1     | 1      | 0    | 2     |
| 7.  | Maiken Caspersen Falla   | 1     | 0      | 1    | 2     |
|     | Anders Gløersen          | 1     | 0      | 1    | 2     |
| 9.  | Niklas Dyrhaug           | 1     | 0      | 0    | 1     |
|     | Anders Fannemel          | 1     | 0      | 0    | 1     |
|     | Ingvild Flugstad Østberg | 1     | 0      | 0    | 1     |
|     | Finn Hågen Krogh         | 1     | 0      | 0    | 1     |
|     | Anders Jacobsen          | 1     | 0      | 0    | 1     |
|     | Didrik Tønseth           | 1     | 0      | 0    | 1     |
|     | Heidi Weng               | 1     | 0      | 0    | 1     |
| 16. | Magnus Moan              | 0     | 1      | 1    | 2     |
|     | Håvard Klemetsen         | 0     | 1      | 1    | 2     |
| 18. | Jørgen Gråbak            | 0     | 1      | 0    | 1     |
|     | Line Jahr                | 0     | 1      | 0    | 1     |
|     | Mikko Kokslien           | 0     | 1      | 0    | 1     |
|     | Maren Lundby             | 0     | 1      | 0    | 1     |
| 22. | Ola Vigen Hattestad      | 0     | 0      | 1    | 1     |

## Wyniki reprezentantów Norwegii

### Biegi narciarskie

#### Kobiety
- Marit Bjørgen
- Therese Johaug
- Astrid Jacobsen
- Maiken Caspersen Falla
- Kari Vikhagen Gjeitnes
- Ingvild Flugstad Østberg
- Heidi Weng
- Celine Brun-Lie
- Martine Ek Hagen
- Ragnhild Haga

| Konkurencja              | Zawodnik                 | Kwalifikacje | Kwalifikacje | Ćwierćfinały | Ćwierćfinały | Półfinały | Półfinały | Finały    | Finały  |
| Konkurencja              | Zawodnik                 | Czas         | Miejsce      | Czas         | Miejsce      | Czas      | Miejsce   | Czas      | Miejsce |
| ------------------------ | ------------------------ | ------------ | ------------ | ------------ | ------------ | --------- | --------- | --------- | ------- |
| Sprint stylem klasycznym | Marit Bjørgen            | 3:27,43      | 6. Q         | 3:30,17      | 2. Q         | 3:28,86   | 1. Q      | 3:26,63   | złoto   |
| Sprint stylem klasycznym | Celine Brun-Lie          | 3:28,91      | 10. Q        | 3:31,23      | 2. Q         | 3:35,50   | 5.        | NQ        | 9.      |
| Sprint stylem klasycznym | Maiken Caspersen Falla   | 3:25,13      | 2. Q         | 3:32,62      | 1. Q         | 3:29,27   | 2. Q      | 3:27,62   | brąz    |
| Sprint stylem klasycznym | Ingvild Flugstad Østberg | 3:25,54      | 4. Q         | 3:31,03      | 1. Q         | 3:29,75   | 3. LL     | 3:37,10   | 6.      |
| Sprint stylem klasycznym | Kari Vikhagen Gjeitnes   | 3:25,40      | 3. Q         | 3:30,29      | 2. Q         | 3:29,94   | 3. LL     | 3:32,73   | 5.      |
| Bieg łączony             | Marit Bjørgen            | —            | —            | —            | —            | —         | —         | 42:30,8   | 5.      |
| Bieg łączony             | Martine Ek Hagen         | —            | —            | —            | —            | —         | —         | 42:50,6   | 12.     |
| Bieg łączony             | Astrid Jacobsen          | —            | —            | —            | —            | —         | —         | 41:03,3   | srebro  |
| Bieg łączony             | Therese Johaug           | —            | —            | —            | —            | —         | —         | 40:57,6   | złoto   |
| Bieg łączony             | Heidi Weng               | —            | —            | —            | —            | —         | —         | 42:38,9   | 7.      |
| Bieg indywidualny        | Marit Bjørgen            | —            | —            | —            | —            | —         | —         | 27:32,4   | 31.     |
| Bieg indywidualny        | Astrid Jacobsen          | —            | —            | —            | —            | —         | —         | 27:41,2   | 33.     |
| Bieg indywidualny        | Therese Johaug           | —            | —            | —            | —            | —         | —         | 27:22,8   | 27.     |
| Bieg indywidualny        | Ragnhild Haga            | —            | —            | —            | —            | —         | —         | 27:29,2   | 29.     |
| Bieg indywidualny        | Heidi Weng               | —            | —            | —            | —            | —         | —         | 27:00,7   | 22.     |
| Bieg masowy              | Marit Bjørgen            | —            | —            | —            | —            | —         | —         | 1:25:39,3 | srebro  |
| Bieg masowy              | Martine Ek Hagen         | —            | —            | —            | —            | —         | —         | 1:28:00,8 | 12.     |
| Bieg masowy              | Therese Johaug           | —            | —            | —            | —            | —         | —         | 1:24:47,0 | złoto   |
| Bieg masowy              | Ingvild Flugstad Østberg | —            | —            | —            | —            | —         | —         | 1:27:48,1 | 10.     |
| Bieg masowy              | Heidi Weng               | —            | —            | —            | —            | —         | —         | 1:27:32,7 | 8.      |
| Sprint drużynowy         | Maiken Caspersen Falla   | —            | —            | —            | —            | 14:49,26  | 1. Q      | 14:29,57  | złoto   |
| Sprint drużynowy         | Ingvild Flugstad Østberg | —            | —            | —            | —            | 14:49,26  | 1. Q      | 14:29,57  | złoto   |
| Sztafeta                 | Marit Bjørgen            | —            | —            | —            | —            | —         | —         | 49:04,7   | złoto   |
| Sztafeta                 | Astrid Jacobsen          | —            | —            | —            | —            | —         | —         | 49:04,7   | złoto   |
| Sztafeta                 | Therese Johaug           | —            | —            | —            | —            | —         | —         | 49:04,7   | złoto   |
| Sztafeta                 | Heidi Weng               | —            | —            | —            | —            | —         | —         | 49:04,7   | złoto   |

#### Mężczyźni
- Petter Northug
- Ola Vigen Hattestad
- Didrik Tønseth
- Tomas Northug
- Niklas Dyrhaug
- Eirik Brandsdal
- Sjur Røthe
- Anders Gløersen
- Chris Jespersen
- Finn Hågen Krogh

| Konkurencja              | Zawodnik            | Kwalifikacje | Kwalifikacje | Ćwierćfinały | Ćwierćfinały | Półfinały | Półfinały | Finały    | Finały  |
| Konkurencja              | Zawodnik            | Czas         | Miejsce      | Czas         | Miejsce      | Czas      | Miejsce   | Czas      | Miejsce |
| ------------------------ | ------------------- | ------------ | ------------ | ------------ | ------------ | --------- | --------- | --------- | ------- |
| Sprint stylem klasycznym | Eirik Brandsdal     | 3:01,13      | 3. LL        | 3:00,42      | 1. Q         | 3:08,61   | 6.        | NQ        | 11.     |
| Sprint stylem klasycznym | Petter Northug      | 3:05,62      | 18. Q        | 3:00,51      | 2. Q         | 3:03,34   | 3. LL     | 3:02,35   | złoto   |
| Sprint stylem klasycznym | Tomas Northug       | 3:00,06      | 3. Q         | 3:00,42      | 1. Q         | 3:03,07   | 2. Q      | 3:19,63   | 6.      |
| Sprint stylem klasycznym | Ola Vigen Hattestad | 2:59,94      | 2. Q         | 3:03,94      | 1. Q         | 3:02,35   | 1. Q      | 3:02,70   | brąz    |
| Bieg łączony             | Niklas Dyrhaug      | —            | —            | —            | —            | —         | —         | 1:16:51,8 | 7.      |
| Bieg łączony             | Didrik Tønseth      | —            | —            | —            | —            | —         | —         | 1:16:29,3 | 4.      |
| Bieg łączony             | Petter Northug      | —            | —            | —            | —            | —         | —         | 1:17:05,1 | 11.     |
| Bieg łączony             | Sjur Røthe          | —            | —            | —            | —            | —         | —         | DNF       | DNF     |
| Bieg indywidualny        | Anders Gløersen     | —            | —            | —            | —            | —         | —         | 35:20,8   | brąz    |
| Bieg indywidualny        | Chris Jespersen     | —            | —            | —            | —            | —         | —         | 35:58,8   | 8.      |
| Bieg indywidualny        | Petter Northug      | —            | —            | —            | —            | —         | —         | 39:45,7   | 62.     |
| Bieg indywidualny        | Sjur Røthe          | —            | —            | —            | —            | —         | —         | 36:02,8   | 9.      |
| Sprint drużynowy         | Finn Hågen Krogh    | —            | —            | —            | —            | 15:43,06  | 1. Q      | 15:32,89  | złoto   |
| Sprint drużynowy         | Petter Northug      | —            | —            | —            | —            | 15:43,06  | 1. Q      | 15:32,89  | złoto   |
| Sztafeta                 | Niklas Dyrhaug      | —            | —            | —            | —            | —         | —         | 1:34:18,5 | złoto   |
| Sztafeta                 | Anders Gløersen     | —            | —            | —            | —            | —         | —         | 1:34:18,5 | złoto   |
| Sztafeta                 | Petter Northug      | —            | —            | —            | —            | —         | —         | 1:34:18,5 | złoto   |
| Sztafeta                 | Didrik Tønseth      | —            | —            | —            | —            | —         | —         | 1:34:18,5 | złoto   |

### Skoki narciarskie

#### Kobiety
- Maren Lundby
- Line Jahr
- Anna Odine Strøm
- Gyda Enger

| Konkurencja       | Zawodniczka      | Kwalifikacje | Kwalifikacje | Kwalifikacje | Runda 1.  | Runda 1. | Runda 1. | Runda 2.  | Runda 2. | Runda 2. | Suma   | Suma    |
| Konkurencja       | Zawodniczka      | Odległość    | Punkty       | Miejsce      | Odległość | Punkty   | Miejsce  | Odległość | Punkty   | Miejsce  | Punkty | Miejsce |
| ----------------- | ---------------- | ------------ | ------------ | ------------ | --------- | -------- | -------- | --------- | -------- | -------- | ------ | ------- |
| Skocznia normalna | Maren Lundby     | 89,0         | 108,2        | 3. Q         | 86,0      | 104,1    | 17. Q    | 88,0      | 107,5    | 13.      | 211,6  | 15.     |
| Skocznia normalna | Line Jahr        | 85,0         | 98,5         | 10. Q        | 84,5      | 102,3    | 19. Q    | 87,0      | 104,5    | 19.      | 206,8  | 19.     |
| Skocznia normalna | Gyda Enger       | 82,5         | 93,2         | 17. Q        | 84,0      | 95,3     | 26. Q    | 83,0      | 94,3     | 28.      | 189,6  | 28.     |
| Skocznia normalna | Anna Odine Strøm | 81,5         | 86,7         | 25. Q        | 81,5      | 95,7     | 25. Q    | 83,5      | 96,3     | 26.      | 192,0  | 25.     |

#### Mężczyźni
- Rune Velta
- Anders Bardal
- Anders Fannemel
- Anders Jacobsen
- Johann André Forfang
- Phillip Sjøen

| Konkurencja       | Zawodnik             | Kwalifikacje | Kwalifikacje | Kwalifikacje | Runda 1.  | Runda 1. | Runda 1. | Runda 2.  | Runda 2. | Runda 2. | Suma   | Suma    |
| Konkurencja       | Zawodnik             | Odległość    | Punkty       | Miejsce      | Odległość | Punkty   | Miejsce  | Odległość | Punkty   | Miejsce  | Punkty | Miejsce |
| ----------------- | -------------------- | ------------ | ------------ | ------------ | --------- | -------- | -------- | --------- | -------- | -------- | ------ | ------- |
| Skocznia normalna | Anders Bardal        | 92,0         | 117,2        | 3. Q         | 93,0      | 116,7    | 8. Q     | 91,5      | 121,5    | 6.       | 238,2  | 6.      |
| Skocznia normalna | Anders Fannemel      | 87,5         | PQ           | PQ           | 92,0      | 114,3    | 9. Q     | 89,0      | 113,3    | 13.      | 227,6  | 9.      |
| Skocznia normalna | Johann André Forfang | 82,0         | 93,3         | 35. Q        | DSQ       | DSQ      | DSQ      | NQ        | NQ       | NQ       | —      | —       |
| Skocznia normalna | Anders Jacobsen      | 88,5         | 110,4        | 10. Q        | 90,0      | 109,3    | 18. Q    | 89,5      | 110,0    | 19.      | 219,3  | 19.     |
| Skocznia normalna | Rune Velta           | 91,5         | PQ           | PQ           | 95,5      | 125,1    | 1. Q     | 95,5      | 127,6    | 1.       | 252,7  | złoto   |
| Skocznia duża     | Anders Bardal        | 122,0        | 99,9         | 25. Q        | 131,5     | 126,2    | 2.       | 122,0     | 110,3    | 13.      | 236,5  | 6.      |
| Skocznia duża     | Anders Fannemel      | 122,0        | PQ           | PQ           | 129,0     | 119,7    | 6.       | 127,0     | 114,2    | 10.      | 205,6  | 7.      |
| Skocznia duża     | Johann André Forfang | 118,0        | 97,7         | 23. Q        | 118,0     | 112,2    | 12.      | 127,0     | 112,0    | 12.      | 209,7  | 18.     |
| Skocznia duża     | Rune Velta           | 126,5        | 118,1        | 8. Q         | 123,0     | 113,6    | 10.      | 128,5     | 124,8    | 2.       | 242,9  | brąz    |
| Konkurs drużynowy | Anders Bardal        | —            | —            | —            | 125,0     | 429,9    | 1.       | 125,5     | 442,7    | 1.       | 872,6  | złoto   |
| Konkurs drużynowy | Anders Fannemel      | —            | —            | —            | 126,5     | 429,9    | 1.       | 127,5     | 442,7    | 1.       | 872,6  | złoto   |
| Konkurs drużynowy | Johann André Forfang | —            | —            | —            | 125,0     | 429,9    | 1.       | 123,0     | 442,7    | 1.       | 872,6  | złoto   |
| Konkurs drużynowy | Rune Velta           | —            | —            | —            | 124,0     | 429,9    | 1.       | 121,0     | 442,7    | 1.       | 872,6  | złoto   |

#### Konkurs mieszany
| Konkurencja      | Zawodnik      | Kwalifikacje | Kwalifikacje | Kwalifikacje | Runda 1.  | Runda 1. | Runda 1. | Runda 2.  | Runda 2. | Runda 2. | Suma   | Suma    |
| Konkurencja      | Zawodnik      | Odległość    | Punkty       | Miejsce      | Odległość | Punkty   | Miejsce  | Odległość | Punkty   | Miejsce  | Punkty | Miejsce |
| ---------------- | ------------- | ------------ | ------------ | ------------ | --------- | -------- | -------- | --------- | -------- | -------- | ------ | ------- |
| Konkurs mieszany | Line Jahr     | —            | —            | —            | 93,5      | 455,7    | 1.       | 92,0      | 459,9    | 2.       | 915,6  | srebro  |
| Konkurs mieszany | Anders Bardal | —            | —            | —            | 92,5      | 455,7    | 1.       | 89,5      | 459,9    | 2.       | 915,6  | srebro  |
| Konkurs mieszany | Maren Lundby  | —            | —            | —            | 95,0      | 455,7    | 1.       | 91,5      | 459,9    | 2.       | 915,6  | srebro  |
| Konkurs mieszany | Rune Velta    | —            | —            | —            | 95,0      | 455,7    | 1.       | 95,5      | 459,9    | 2.       | 915,6  | srebro  |

### Kombinacja norweska
- Håvard Klemetsen
- Jørgen Gråbak
- Magnus Moan
- Jan Schmid
- Magnus Krog
- Mikko Kokslien

| Konkurencja                     | Zawodnik         | Skok   | Skok    | Bieg    | Bieg    | Miejsce |
| Konkurencja                     | Zawodnik         | Punkty | Miejsce | Czas    | Miejsce | Miejsce |
| ------------------------------- | ---------------- | ------ | ------- | ------- | ------- | ------- |
| Skocznia normalna/bieg na 10 km | Jørgen Gråbak    | 106,4  | 11.     | 26:30,5 | 15.     | 8.      |
| Skocznia normalna/bieg na 10 km | Håvard Klemetsen | 112,9  | 6.      | 26:13,5 | 8.      | 5.      |
| Skocznia normalna/bieg na 10 km | Magnus Moan      | 94,4   | 33.     | 26:48,2 | 21.     | 26.     |
| Skocznia normalna/bieg na 10 km | Jan Schmid       | 109,4  | 27.     | 28:21,3 | 40.     | 31.     |
| Skocznia duża/bieg na 10 km     | Jørgen Gråbak    | 96,4   | 29.     | 22:59,4 | 19.     | 24.     |
| Skocznia duża/bieg na 10 km     | Håvard Klemetsen | 113,6  | 7.      | 22:56,6 | 18.     | 11.     |
| Skocznia duża/bieg na 10 km     | Magnus Moan      | 108,1  | 14.     | 22:13,9 | 4.      | 4.      |
| Skocznia duża/bieg na 10 km     | Jan Schmid       | 99,5   | 27.     | 23:50,1 | 36.     | 31.     |
| Sprint drużynowy                | Håvard Klemetsen | 205,2  | 4.      | 38:07,0 | 1.      | brąz    |
| Sprint drużynowy                | Magnus Moan      | 205,2  | 4.      | 38:07,0 | 1.      | brąz    |
| Sztafeta                        | Jørgen Gråbak    | 427,5  | 5.      | 44:15,8 | 2.      | srebro  |
| Sztafeta                        | Håvard Klemetsen | 427,5  | 5.      | 44:15,8 | 2.      | srebro  |
| Sztafeta                        | Mikko Kokslien   | 427,5  | 5.      | 44:15,8 | 2.      | srebro  |
| Sztafeta                        | Magnus Moan      | 427,5  | 5.      | 44:15,8 | 2.      | srebro  |